# Isoetes brittonii
Isoetes brittonii là một loài dương xỉ trong họ Isoetaceae. Loài này được D.F. Brunt. & W.C. Taylor mô tả khoa học đầu tiên năm 1990.
Danh pháp khoa học của loài này chưa được làm sáng tỏ. 